# Bulak Sulcus
Il Bulak Sulcus è una struttura geologica della superficie di Encelado.